# Osborne Encore
Osborne Corp. ENCORE је рачунар фирме Osborne Corp. који је почео да се производи у САД током 1983. године.
Користио је Intel 8086 микропроцесорску јединицу а РАМ меморија рачунара је имала капацитет од 128 Kb, прошириво до 512 Kb. Као оперативни систем кориштен је Type:.

## Детаљни подаци
Детаљнији подаци о рачунару ENCORE су дати у табели испод.
|                       |                                                          |
| [ 1 ]                 |                                                          |
| Произвођач            |                                                          |
| Тип                   |                                                          |
| Меморија              | 128 , прошириво до 512 .                                 |
| Поријекло             | Сједињене Америчке Државе                                |
| Година                | 1983                                                     |
| Тастатура             | 76 механичких тастера и 14 функцијских тастера           |
| Процесор              | 8086                                                     |
| Фреквенција процесора | непознато                                                |
| RAM                   | 128 , прошириво до 512 .                                 |
| ROM                   | непознато                                                |
| Текст                 | 80 стубова x 16 линија                                   |
| Графика               | 480 x 128 тачака                                         |
| Боја                  | монохроматски                                            |
| Звук                  | непознато                                                |
| Димензије             | 32,5(ширина) x 25,1(висина) x 14,1(дубина) cm. Тежина: 6 . |
| Портови               |                                                          |
| Оперативни систем     |                                                          |